# Pittore dei porci
Pittore dei porci (fl. V secolo a.C.) è il nome convenzionale assegnato ad un ceramografo attico attivo tra il secondo e il terzo decennio del V secolo a.C..

## Opere
- Pelike di Cambridge con Odisseo ed Eumaios fra i porci